# Rue des étoiles
Singles de  Grégoire
Toi + moi Ta main
Rue des étoiles est le deuxième single du premier album du chanteur français  Grégoire. Cette chanson est sortie en décembre 2008.

## Classements
| Classement                              | Meilleure position |
| --------------------------------------- | ------------------ |
| France (SNEP Téléchargement)            | 15                 |
| Belgique (Wallonie Ultratop 50 Singles) | 8                  |
| Suisse (Schweizer Hitparade)            | 59                 |